# Snowboarding na Zimowych Igrzyskach Olimpijskich 2022
Snowboarding na Zimowych Igrzyskach Olimpijskich 2022 – jedna z dyscyplin rozgrywanych podczas igrzysk w dniach 5–15 lutego 2022 roku w Genting Snow Park (Zhangjiakou) i Big Air Shougang (Pekin). Program zawodów zawierał jedenaście konkurencji: half-pipe, slalom gigant równoległy, snowboard cross, slopestyle i Big Air kobiet i mężczyzn oraz drużynowy snowboard cross. Zawody drużynowe rozgrywane były na igrzyskach olimpijskich po raz pierwszy.

## Terminarz
| Data      | Godzina                        | Konkurencja                | Mistrz IO 2018    |
| --------- | ------------------------------ | -------------------------- | ----------------- |
| 6 lutego  | 9:30 (UTC+08:00) / 2:30 (CET)  | Slopestyle kobiet          | Jamie Anderson    |
| 7 lutego  | 12:00 (UTC+08:00) / 5:00 (CET) | Slopestyle mężczyzn        | Redmond Gerard    |
| 8 lutego  | 14:30 (UTC+08:00) / 7:30 (CET) | Gigant równoległy mężczyzn | Nevin Galmarini   |
| 8 lutego  | 14:30 (UTC+08:00) / 7:30 (CET) | Gigant równoległy kobiet   | Ester Ledecká     |
| 9 lutego  | 14:30 (UTC+08:00) / 7:30 (CET) | Snowboard cross kobiet     | Michela Moioli    |
| 10 lutego | 9:30 (UTC+08:00) / 2:30 (CET)  | Halfpipe kobiet            | Chloe Kim         |
| 10 lutego | 14:00 (UTC+08:00) / 7:00 (CET) | Snowboard cross mężczyzn   | Pierre Vaultier   |
| 11 lutego | 9:30 (UTC+08:00) / 2:30 (CET)  | Halfpipe mężczyzn          | Shaun White       |
| 12 lutego | 10:00 (UTC+08:00) / 3:00 (CET) | Drużynowy snowboard cross  | -                 |
| 15 lutego | 9:30 (UTC+08:00) / 2:30 (CET)  | Big Air kobiet             | Anna Gasser       |
| 15 lutego | 13:00 (UTC+08:00) / 6:00 (CET) | Big Air mężczyzn           | Sebastien Toutant |

## Zestawienie medalistów
| Konkurencja              | Złoto                                                   | Wynik                                                   | Srebro                                | Wynik                                 | Brąz                                  | Wynik                                 |
| Mężczyźni                |                                                         |                                                         |                                       |                                       |                                       |                                       |
| Big Air                  | Su Yiming                                               | 182,50                                                  | Mons Røisland                         | 171,75                                | Maxence Parrot                        | 170,25                                |
| Halfpipe                 | Ayumu Hirano                                            | 96,00                                                   | Scotty James                          | 92,50                                 | Jan Scherrer                          | 87,25                                 |
| Slopestyle               | Maxence Parrot                                          | 90,96                                                   | Su Yiming                             | 88,70                                 | Mark McMorris                         | 88,53                                 |
| Snowboard cross          | Alessandro Hämmerle                                     | Alessandro Hämmerle                                     | Éliot Grondin                         | Éliot Grondin                         | Omar Visintin                         | Omar Visintin                         |
| Slalom gigant równoległy | Benjamin Karl                                           | Benjamin Karl                                           | Tim Mastnak                           | Tim Mastnak                           | Vic Wild                              | Vic Wild                              |
| Kobiety                  |                                                         |                                                         |                                       |                                       |                                       |                                       |
| Big Air                  | Anna Gasser                                             | 185,50                                                  | Zoi Sadowski-Synnott                  | 177,00                                | Kokomo Murase                         | 171,50                                |
| Halfpipe                 | Chloe Kim                                               | 94,00                                                   | Queralt Castellet                     | 90,25                                 | Sena Tomita                           | 88,25                                 |
| Slopestyle               | Zoi Sadowski-Synnott                                    | 92,88                                                   | Julia Marino                          | 87,68                                 | Tess Coady                            | 84,15                                 |
| Snowboard cross          | Lindsey Jacobellis                                      | Lindsey Jacobellis                                      | Chloé Trespeuch                       | Chloé Trespeuch                       | Meryeta O’Dine                        | Meryeta O’Dine                        |
| Slalom gigant równoległy | Ester Ledecká                                           | Ester Ledecká                                           | Daniela Ulbing                        | Daniela Ulbing                        | Gloria Kotnik                         | Gloria Kotnik                         |
| Mieszane                 |                                                         |                                                         |                                       |                                       |                                       |                                       |
| Snowboard cross          | Stany Zjednoczone Nick Baumgartner · Lindsey Jacobellis | Stany Zjednoczone Nick Baumgartner · Lindsey Jacobellis | Włochy Omar Visintin · Michela Moioli | Włochy Omar Visintin · Michela Moioli | Kanada Éliot Grondin · Meryeta O’Dine | Kanada Éliot Grondin · Meryeta O’Dine |

## Klasyfikacja medalowa
| Miejsce | Państwo                     | złoto | srebro | brąz | Razem |
| ------- | --------------------------- | ----- | ------ | ---- | ----- |
| 1.      | Austria                     | 3     | 1      | 0    | 4     |
| 1.      | Stany Zjednoczone           | 3     | 1      | 0    | 4     |
| 3.      | Kanada                      | 1     | 1      | 4    | 6     |
| 4.      | Chiny                       | 1     | 1      | 0    | 2     |
| 4.      | Nowa Zelandia               | 1     | 1      | 0    | 2     |
| 6.      | Japonia                     | 1     | 0      | 2    | 3     |
| 7.      | Czechy                      | 1     | 1      | 0    | 2     |
| 8.      | Słowenia                    | 0     | 1      | 1    | 2     |
| 8.      | Australia                   | 0     | 1      | 1    | 2     |
| 8.      | Włochy                      | 0     | 1      | 1    | 2     |
| 11.     | Francja                     | 0     | 1      | 0    | 1     |
| 11.     | Hiszpania                   | 0     | 1      | 0    | 1     |
| 11.     | Norwegia                    | 0     | 1      | 0    | 1     |
| 14.     | Rosyjski Komitet Olimpijski | 0     | 0      | 1    | 1     |
| 14.     | Szwajcaria                  | 0     | 0      | 1    | 1     |